# Piłkarz roku w Bułgarii
Piłkarz roku w Bułgarii – coroczny plebiscyt na najlepszego bułgarskiego piłkarza grającego w kraju lub poza jego granicami. O wyniku plebiscytu decydują głosy oddane przez dziennikarzy prasowych i telewizyjnych, zajmujących się sportem.
W latach 1961–1975 organizatorem był magazyn Futbol, od 1975 do 1998 – magazyn Start, a od 1999 pieczę nad plebiscytem obejmują oba te czasopisma.
Piłkarzem, który najczęściej był wyróżniany tytułem, jest Dimityr Berbatow (siedem razy). Kolejne miejsca zajmują Christo Stoiczkow (pięć razy) oraz Christo Bonew (trzy razy). W rywalizacji klubowej najwięcej zwycięstw notowały CSKA Sofia i Lewski Sofia, których zawodnicy wygrywali ośmiokrotnie.
Tylko raz zwycięzcą klasyfikacji okazał się piłkarz nieprofesjonalny. W 2011 zwyciężył 53-letni Bojko Borisow, urzędujący premier kraju, występujący okazjonalnie w klubie Witosza Bańska Bystrzyca. Borisow stwierdził, że był to protest przeciwko bardzo słabym wynikom reprezentacji Bułgarii. W 2011 drużyna narodowa zajęła ostatnie miejsce w grupie eliminacyjnej do Euro 2012 i spadła na najniższe w historii miejsce w rankingu FIFA (85). Jednak po interwencji samego Borisowa wybór ten anulowano. Piłkarzem roku został Nikołaj Michajłow, którego ojciec Borisław otrzymał tę samą nagrodę dwadzieścia pięć lat wcześniej.

## Zwycięzcy
| Rok  | Nazwisko               | Pozycja                    | Klub                                 |
| ---- | ---------------------- | -------------------------- | ------------------------------------ |
| 1961 | Georgi Najdenow        | bramkarz                   | CSKA Sofia                           |
| 1962 | Iwan Kolew             | obrońca                    | CSKA Sofia                           |
| 1963 | Aleksandyr Szałamanow  | obrońca                    | Sławia Sofia                         |
| 1964 | Nikoła Kotkow          | napastnik                  | Łokomotiw Sofia                      |
| 1965 | Georgi Asparuchow      | napastnik                  | Lewski Sofia                         |
| 1966 | Aleksandyr Szałamanow  | obrońca                    | Sławia Sofia                         |
| 1967 | Dimityr Penew          | obrońca                    | CSKA Sofia                           |
| 1968 | Simeon Simeonow        | bramkarz                   | Sławia Sofia                         |
| 1969 | Christo Bonew          | napastnik                  | Łokomotiw Płowdiw                    |
| 1970 | Stefan Aładżow         | obrońca                    | Lewski Sofia                         |
| 1971 | Dimityr Penew          | obrońca                    | CSKA Sofia                           |
| 1972 | Christo Bonew          | napastnik                  | Łokomotiw Płowdiw                    |
| 1973 | Christo Bonew          | napastnik                  | Łokomotiw Płowdiw                    |
| 1974 | Kirił Iwkow            | obrońca                    | Lewski Sofia                         |
| 1975 | Kirił Iwkow            | obrońca                    | Lewski Sofia                         |
| 1976 | Bożidar Grigorow       | napastnik                  | Sławia Sofia                         |
| 1977 | Paweł Panow            | pomocnik/napastnik         | Lewski Sofia                         |
| 1978 | Rumenczo Goranow       | bramkarz                   | Łokomotiw Sofia                      |
| 1979 | Atanas Michajłow       | napastnik                  | Łokomotiw Sofia                      |
| 1980 | Andrej Żelazkow        | napastnik                  | Sławia Sofia                         |
| 1981 | Georgi Welinow         | bramkarz                   | CSKA Sofia                           |
| 1982 | Radosław Zdrawkow      | obrońca                    | CSKA Sofia                           |
| 1983 | Stojczo Mładenow       | pomocnik/napastnik         | CSKA Sofia                           |
| 1984 | Płamen Nikołow         | obrońca                    | Lewski Sofia                         |
| 1985 | Georgi Dimitrow        | obrońca                    | CSKA Sofia                           |
| 1986 | Borisław Michajłow     | bramkarz                   | Lewski Sofia                         |
| 1987 | Nikołaj Iliew          | obrońca                    | Lewski Sofia                         |
| 1988 | Ljubosław Penew        | napastnik                  | CSKA Sofia                           |
| 1989 | Christo Stoiczkow      | pomocnik/napastnik         | CSKA Sofia                           |
| 1990 | Christo Stoiczkow      | pomocnik/napastnik         | FC Barcelona                         |
| 1991 | Christo Stoiczkow      | pomocnik/napastnik         | FC Barcelona                         |
| 1992 | Christo Stoiczkow      | pomocnik/napastnik         | FC Barcelona                         |
| 1993 | Emił Kostadinow        | napastnik                  | CSKA Sofia                           |
| 1994 | Christo Stoiczkow      | pomocnik/napastnik         | FC Barcelona                         |
| 1995 | Krasimir Bałykow       | pomocnik                   | Sporting CP / VfB Stuttgart          |
| 1996 | Trifon Iwanow          | obrońca                    | Rapid Wiedeń                         |
| 1997 | Krasimir Bałykow       | pomocnik                   | VfB Stuttgart                        |
| 1998 | Iwajło Jordanow        | obrońca/pomocnik/napastnik | Sporting CP                          |
| 1999 | Aleksandyr Aleksandrow | pomocnik                   | Lewski Sofia                         |
| 2000 | Georgi Iwanow          | napastnik                  | Lewski Sofia                         |
| 2001 | Georgi Iwanow          | napastnik                  | Lewski Sofia                         |
| 2002 | Dimityr Berbatow       | napastnik                  | Bayer 04 Leverkusen                  |
| 2003 | Stilijan Petrow        | pomocnik                   | Celtic F.C.                          |
| 2004 | Dimityr Berbatow       | napastnik                  | Bayer 04 Leverkusen                  |
| 2005 | Dimityr Berbatow       | napastnik                  | Bayer 04 Leverkusen                  |
| 2006 | Martin Petrow          | pomocnik                   | Atlético Madryt                      |
| 2007 | Dimityr Berbatow       | napastnik                  | Tottenham Hotspur                    |
| 2008 | Dimityr Berbatow       | napastnik                  | Tottenham Hotspur/ Manchester United |
| 2009 | Dimityr Berbatow       | napastnik                  | Manchester United                    |
| 2010 | Dimityr Berbatow       | napastnik                  | Manchester United                    |
| 2011 | Nikołaj Michajłow      | bramkarz                   | FC Twente                            |
| 2012 | Georgi Miłanow         | pomocnik                   | Liteks Łowecz                        |
| 2013 | Iwan Iwanow            | obrońca                    | FC Basel                             |
| 2014 | Władisław Stojanow     | bramkarz                   | Łudogorec Razgrad                    |
| 2015 | Iwelin Popow           | pomocnik                   | Spartak Moskwa                       |
| 2016 | Iwelin Popow           | pomocnik                   | Spartak Moskwa                       |
| 2017 | Iwelin Popow           | pomocnik                   | Spartak Moskwa                       |
| 2018 | Kiril Despodov         | napastnik                  | CSKA Sofia                           |
| 2019 | Dimitar Iliev          | napastnik                  | Łokomotiw Płowdiw                    |
| 2020 | Dimitar Iliev          | napastnik                  | Łokomotiw Płowdiw                    |
| 2021 | Kiril Despodov         | napastnik                  | Łudogorec Razgrad                    |
| 2022 | Kiril Despodov         | napastnik                  | Łudogorec Razgrad                    |
| 2023 | Kiril Despodov         | napastnik                  | PAOK FC                              |